# بلدية كاموكيم
بلدية كاموكيم هي بلدية في البرازيل، تتبع سيارا، بلغ عدد سكانها 60٬158  نسمة، في 2010، تبلغ مساحتها 1٬123٫937 كيلومتر مربع.